# Terry O'Quinn
Terry O'Quinn (născut Terrance Quinn; n. 15 iulie 1952, Sault Sainte Marie, Michigan, SUA) este un actor american, cunoscut în special pentru rolul lui John Locke din serialul Lost, pentru care a câștigat Premiul Primetime Emmy pentru cel mai bun actor secundar în serial dramatic.
.

## Filmografie

### Film
| An   | Titlu                                  | Rol                         | Note                |
| ---- | -------------------------------------- | --------------------------- | ------------------- |
| 1980 | Heaven's Gate                          | Capt. Minardi               |                     |
| 1981 | The Doctors                            | Dr. Jerry Dancy             |                     |
| 1983 | All the Right Moves                    | Freeman Smith               |                     |
| 1984 | Places in the Heart                    | Buddy Kelsey                |                     |
| 1984 | Mrs. Soffel                            | Detective Buck McGovern     |                     |
| 1985 | Silver Bullet                          | Sheriff Joe Haller          |                     |
| 1985 | Mischief                               | Claude Harbrough            |                     |
| 1986 | Between Two Women                      | Dr. Wallace                 |                     |
| 1986 | SpaceCamp                              | Launch Director             |                     |
| 1987 | The Stepfather                         | Jerry Blake                 |                     |
| 1987 | Black Widow                            | Bruce                       |                     |
| 1988 | Young Guns                             | Alex McSween                |                     |
| 1989 | Pin                                    | Dr. Linden                  |                     |
| 1989 | Blind Fury                             | Frank Deveraux              |                     |
| 1989 | Stepfather II                          | Dr. Gene Clifford           |                     |
| 1990 | Blood Oath                             | Major Beckett               |                     |
| 1990 | Kaleidoscope                           | Henry                       |                     |
| 1991 | Son of the Morning Star                | General Alfred Terry        |                     |
| 1991 | The Rocketeer                          | Howard Hughes               |                     |
| 1991 | Company Business                       | Colonel Pierce Grissom      |                     |
| 1992 | The Cutting Edge                       | Jack Moseley                |                     |
| 1992 | My Samurai                             | James McCrea                |                     |
| 1993 | Tombstone                              | Mayor John Clum             |                     |
| 1993 | Born Too Soon                          | Dr. Friedman                |                     |
| 1993 | Visions of Murder                      | Admiral Truman Hager        | Film de televiziune |
| 1995 | Braveheart                             | Executioner                 | Necreditat          |
| 1996 | Ghosts of Mississippi                  | Judge Hilburn               |                     |
| 1996 | Primal Fear                            | Bud Yancy                   |                     |
| 1997 | My Stepson, My Lover                   | Richard Cory                |                     |
| 1997 | Breast Men                             | Hersch Lawyer               |                     |
| 1997 | Shadow Conspiracy                      | Frank Ridell                |                     |
| 1998 | The X-Files: Fight the Future          | Darius Michaud              |                     |
| 2000 | Rated X                                | J.R. Mitchell               |                     |
| 2001 | American Outlaws                       | Rollin H. Parker            |                     |
| 2002 | Hometown Legend                        | Buster Shuler               |                     |
| 2002 | The Locket                             | Casey Keddington            |                     |
| 2003 | Old School                             | Goldberg                    | Necreditat          |
| 2003 | Phenomenon II                          | Military officer Jack Hatch | Film de televiziune |
| 2011 | Taken from Me: The Tiffany Rubin Story | Mark Miller                 |                     |

### Televiziune
| An              | Titlu                          | Rol                        | Note                                                       |
| --------------- | ------------------------------ | -------------------------- | ---------------------------------------------------------- |
| 1984            | Miami Vice                     | Richard Cain               | Episodul: "Give a Little, Take a Little"                   |
| 1985            | The Twilight Zone              | Dr. Curt Lockridge         | Episodul: "Chameleon"                                      |
| 1985            | Remington Steele               | Chuck McBride              | Episodul: "Coffee, Tea or Steele"                          |
| 1987            | Moonlighting                   | Bryant Wilbourne           | Episodul: "Take a Left At the Altar"                       |
| 1990            | Jake and the Fatman            | Vincent Novak              | Episodul: "You're Driving Me Crazy"                        |
| 1992            | L.A. Law                       | Nick Moats                 | Episodul: "Beauty and the Breast"                          |
| 1993            | Tales from the Crypt           | Inspector Martin Zeller    | Episodul: "The Bribe"                                      |
| 1994            | Star Trek: The Next Generation | Admiral Eric Pressman      | Episodul: "The Pegasus"                                    |
| 1994            | Earth 2                        | Reilly                     | 6 episoade                                                 |
| 1995            | The X-Files                    | Lt. Brian Tillman          | Episodul: "Aubrey"                                         |
| 1995-2002       | JAG                            | Thomas Boone               | 10 episoade                                                |
| 1996            | Diagnosis: Murder              | Dr. Ronald Trent           | Episodul: "The Murder Trade"                               |
| 1996-1999       | Millennium                     | Peter Watts                | 41 episoade                                                |
| 1999-2000       | Harsh Realm                    | General Omar Santiago      | 9 episoade                                                 |
| 2001            | Roswell                        | Carl                       | Episodul: "Michael, the Guys, and the Great Snapple Caper" |
| 2002            | The X-Files                    | Shadow Man                 | Episodul: "Trust No 1"                                     |
| 2002-2004       | Alias                          | FBI Asst. Director Kendall | 18 episoade                                                |
| 2003-2004       | The West Wing                  | General Nicholas Alexander | 7 episoade                                                 |
| 2004            | NCIS                           | Col. Will Ryan             | Episodul: "Enigma"                                         |
| 2004            | Law & Order: Criminal Intent   | Gordon Buchanan            | Episodul: "Mis-Labeled"                                    |
| 2004-2010       | Lost                           | John Locke                 | 95 de episoade                                             |
| 2011–2013, 2015 | Hawaii Five-0                  | Commander Joe White        | 13 episoade                                                |
| 2012-2013       | Falling Skies                  | Arthur Manchester          | 3 episoade                                                 |
| 2012            | 666 Park Avenue                | Gavin Doran                | 13 episoade                                                |
| 2014            | Gang Related                   | Sam Chapel                 | 12 episoade                                                |
| 2014            | Phineas and Ferb               | Professor Mystery (voce)   | Episodul: "Lost in Danville"                               |